# Echinodorus inpai
Echinodorus inpai är en svaltingväxtart som beskrevs av Karel Rataj. Echinodorus inpai ingår i släktet Echinodorus och familjen svaltingväxter. Inga underarter finns listade.